# Peeping Tom (danse)
Texte en italique
Pour les articles homonymes, voir Peeping Tom.
Peeping Tom est un collectif de danse-théâtre installé à Bruxelles, fondé en 2000 par la danseuse argentine Gabriela Carrizo et le danseur français Franck Chartier.

## Historique
Fondée en 2000 par le duo Gabriela Carrizo (née en 1970) et Franck Chartier (né en 1967), le collectif entame en 2002 une collaboration avec le chanteur et acteur néerlandais Simon Versnel (né en 1947), conduisant à la création de la trilogie à succès Le Salon/Le Jardin/Le Sous-sol qui a connu plus de 350 représentations à travers le monde.
En 2009, Peeping Tom produit 32 rue Vandenbranden, une pièce pour cinq danseurs et une chanteuse : Sabine Molenaar, Marie Gyselbrecht, la mezzo-soprano Eurudike De Beul, Jos Baker, Seoljin Kim et Hun-Mok Jung. Cette pièce est nommée aux Olivier Awards, dans la catégorie Best New Dance Production. Le spectacle montre, dans un lieu sans issue, 6 personnes vivant en vase clos. Il est présenté à plusieurs reprises, comme en 2013 au festival Paris quartier d'été.
La compagnie a poursuivi ensuite ses spectacles, créant notamment sur le thème de la famille, avec la pièce Vader (père  en flamand), présenté notamment en 2015 au Théâtre de la Ville, à Paris, puis Moeder (« mère »), en janvier 2017, à la Maison de la culture de Bourges, et enfin, une troisième pièce intitulée Kinderen,.

## Distinctions
Le collectif Peeping Tom a reçu plusieurs autres récompenses pour son travail : le « Prix du meilleur spectacle de danse de l'année 2005 » en France, le « Young directors Award 2007 » du Festival de Salzbourg, et le « Patrons Circle Award » au Festival International des Arts de Melbourne en 2009.

## Principales chorégraphies
- 2000 : Caravana/Une vie inutile
- 2002 : Le Jardin
- 2004 : Le Salon
- 2007 : Le Sous-sol[5],[6]
- 2009 : 32 rue Vandenbranden[7]
- 2011 : À louer
- 2014 : Vader
- 2016 : Moeder[8]
- 2019 : Kinderen
- 2020 : Triptych[9]